# Västgötaspången

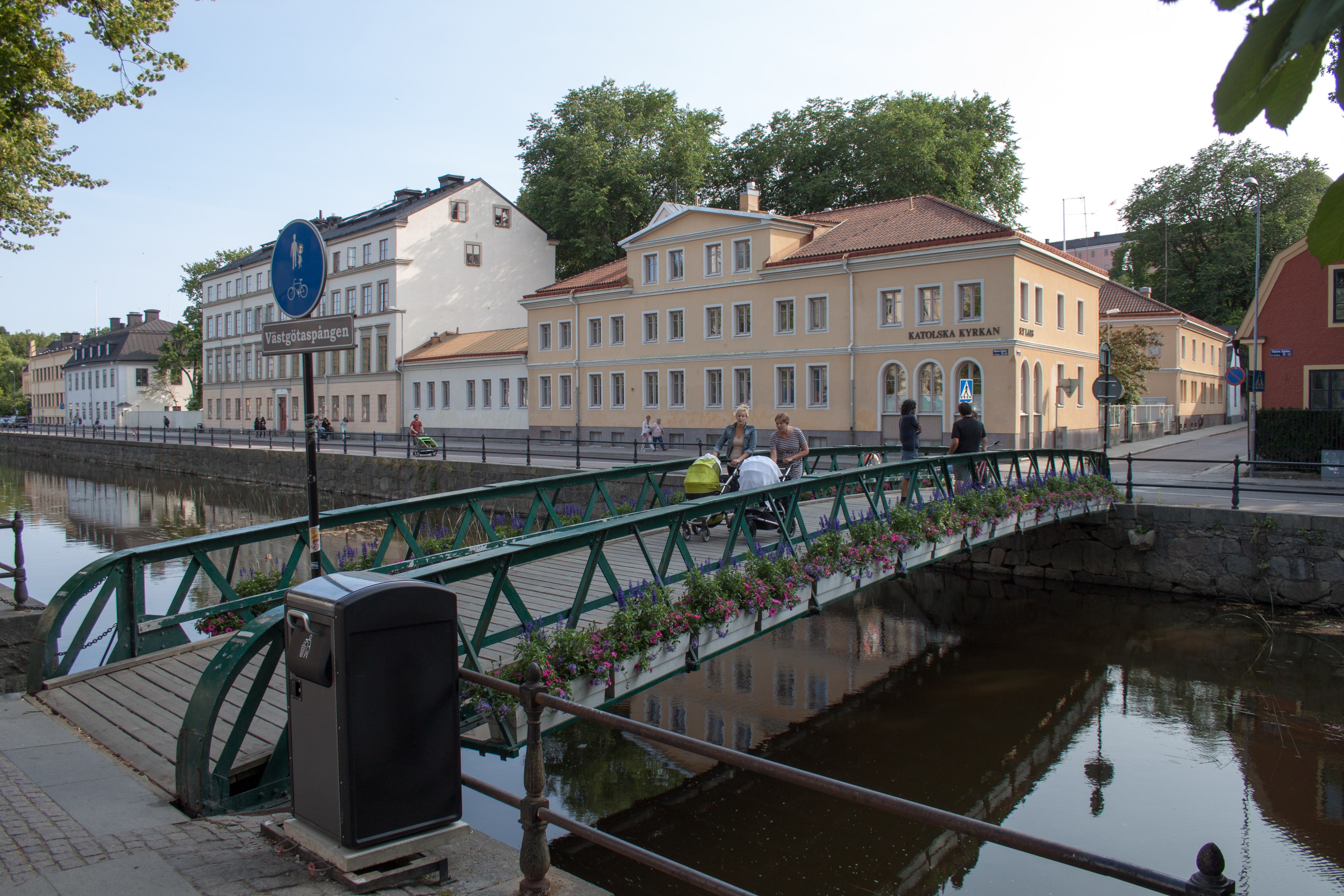
Västgötaspången.

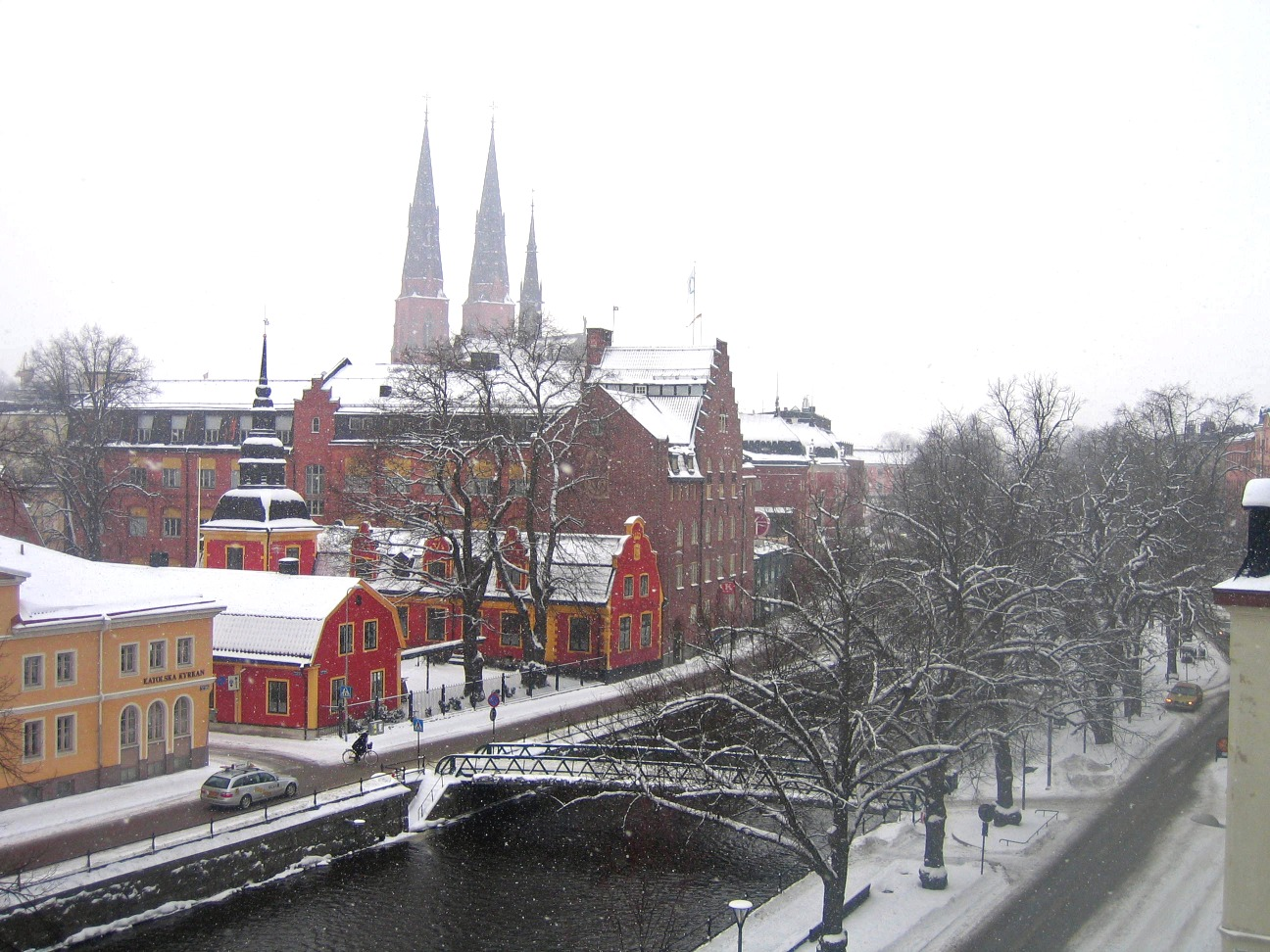
Fyrisån och Västgötaspången på vintern vid Västgöta nation. Bilden är tagen från Grand Hotell Hörnan i centrala Uppsala.

Västgötaspången är en gång- och cykelbro över Fyrisån i centrala Uppsala.
Bron förbinder Slottsgränd på den västra sidan av ån med Bredgränd på den östra. Vid bron ligger Västgöta nation, som fått ge det nuvarande namnet åt bron.

## Historia
På nuvarande plats fanns under medeltiden en mindre bro, tidigast nämnd redan år 1286 i urkundsbrevet för Uppsala stad.
Innan den nuvarande bron byggdes fanns där en liten färja, eller snarare båt, som fraktade över folk och gods.
Den nuvarande bron byggdes som gångbro år 1862, och inledningsvis hette den "Malins brygga", sedan "Malinsbron", efter dottern till den som i huvudsak betalade för bron, Carl Eric Grönbeck.
Västgötaspången blev officiellt fastställt som namn på bron så sent som 1944. 
Bron renoverades år 2008, och "Årummet" runt bron har upprustats under de senaste åren.